# Luo-che (přítok Wej-che)
Luo-che (čínsky pchin-jinem 'Luo He', znaky 渭河), Pej-luo-che (čínsky pchin-jinem 'Bei Luo He', znaky 北洛河) je řeka na území provincie Šen-si v Číně. Je 500 km dlouhá. Povodí má rozlohu 30 000 km².

## Průběh toku
Protéká planinou Chuang-tchu v hlubokém údolí. Ústí zleva do Wej-che (povodí Žluté řeky).

## Vodní režim
Průměrný roční průtok vody poblíž ústí činí přibližně 26 m³/s. Řeka unáší velké množství nánosů, přičemž průměrná kalnost činí přibližně 100 kg/m³.